# Jay (Maine)
Jay è un comune della contea di Franklin, nello stato del Maine. Durante il censimento del 2000 vi si contava una popolazione di 4.985 unità.

## Geografia fisica
Secondo lo United States Census Bureau, il paese si estende su un'area di 49.2 miglia quadrate (127,5 km²), delle quali 48,5 (125,5 km²) sono classificate come land (terreni) e 0.8 (2,0 km² 1,58%) come water (acque interne).